# Klimax
Pour l’article ayant un titre homophone, voir Climax.
Klimax est un groupe de musique cubain fondé par Giraldo Piloto, batteur, compositeur et arrangeur.
Son père, compositeur, faisait partie du duo Piloto y Vera, connu dans l'île dans les années 1950 et 1960. Sa mère, était professeur de musique (piano, solfège, histoire de la musique) et ses oncles musiciens au sein des principaux orchestres de Cuba (le batteur Guillermo Barreto est un de ses oncles).
Diplômé de la ENA (Escuela Nacional de Arte), il commence à jouer au sein de l’orchestre du Tropicana en 1980. Il y rencontre José Luis Cortes "El Tosco" et le rejoint lorsqu'il fonde NG La Banda en 1988.
Lorsque La Charanga Habanera commença à être célèbre, ce fut lui qui leur écrivit leur premier tube Me sube la fievre, et il leur composa d'autres morceaux.
Lorsque Isaac Delgado abandonna NG La Banda pour former son propre groupe, Giraldo Piloto prit la place de directeur musical et composa de nombreuses chansons, dont No me mires a los ojos.
En janvier 1995, Piloto décide de créer son groupe. Il enregistre trois titres diffusés à la radio et un concours est lancé auprès des auditeurs pour trouver un nom au groupe, le nom « Climax » leur est proposé et ils le choisissent en le ré-orthographiant Klimax.

## Discographie
- Te Gusto o Te Caigo Bien, 1996.
- Yo No Me Parezco A Nadie, 1997
- Mira Si Te Gusta, 1998
- Oye Como Va, 2000
- Giraldo Piloto, Klimax And Friends, 2002
- Nadie Se Parece A Ti, 2003
- Solo Tu Yo, 2008
- Todo Esta Bien, 2012

1. La abusadorcita (Giraldo Piloto)
2. La pelliroja (Noel Diaz)
3. Que seria de mi (Giraldo Piloto)
4. La descarga (Giraldo Piloto)
5. Lola (Noel Diaz)
6. Black or White (Michael Jackson)
7. Regresa (Eduardo J. y Rogelio Montenegro)
8. Todo esta bien (Yainier A. Balbón)
9. Quiero salir esta noche contigo (Carlos Alberto Cartaya)
10. Hay que recordar (Piloto y Vera)
11. Homenaje a Michel Legrand

- Mis 21 años (2016)